# Distretto di Chinsali
Il distretto di Chinsali è un distretto dello Zambia, parte della Provincia di Muchinga.
Il distretto comprende 22 ward:
- Chambeshi
- Chamusenga
- Chandaula
- Chibinda
- Chilinda
- Chilunda
- Chimpunda
- Chipanga
- Ichinga
- Ichingo
- Itapa
- Kaunga
- Lubwa
- Malalo
- Mayembe
- Muchinga
- Mukumbi
- Munwa Kubili
- Mwiche
- Mwila Kabuswe
- Nkakula
- Nkulungwe